# 林博正
林博正（1935年—），生於日治台灣台中州大屯郡霧峰（今台中市霧峰區），企業家。出身霧峰林家，曾任明台產物保險公司董事長，明台高中董事長。

## 生平
祖父林獻堂，其生父林猶龍，為林獻堂次子，曾任霧峰庄庄長與台中州議員。
其母藤井愛子為日本人，生於1908年，1927年4月2日與林猶龍結婚。兩人生下三名子女，有兩名姐姐，林博正為么子。1936年，林獻堂因祖國支那事件避走日本，藤子愛子帶二女隨行。1938年，其父林猶龍在台中酒家結識女子林豔秋。林猶龍帶林豔秋至台北居住，又生下數名子女。兩人分居。1940年藤井愛子返台，因臉部生疔化膿，引發敗血症過世。
在其母過世後，林博正由其祖母楊水心養育長大，因其伯父林攀龍無子，林博正為家族長孫，被過繼給伯父林攀龍。1955年其生父林猶龍過世。林博正於1958年畢業於淡江英語專科學校（今淡江大學）。1983年，林攀龍過世後，繼承家族財產。

## 家庭
生有四子。長子林明弘使用臺灣花布圖像創作而聞名，二子林明元及三子林明聆曾任明台產險公司董監事。
么子林明洋於2021年因投資失利，偽造林博正與其二兄林明元簽章本票還債，淘空家產。因偽造有價證券遭起訴，判緩刑。2022年再度因假造地下匯兌，侵吞地產商人準備匯到中國的600萬元，遭到控告。

## 相關著作
1998年，台中縣政府出版《霧峰林家相關人物訪談錄》。林博正提供口述歷史，包括其祖父與伯叔，以及其家族在二二八事件中的遭遇。